# Ліньово-Озерське сільське поселення
Ліньо́во-Озе́рське сільське поселення (рос. Линёво-Озёрское сельское поселение) — сільське поселення у складі Хілоцького району Забайкальського краю Росії.
Адміністративний центр — село Ліньово Озеро.

## Населення
Населення сільського поселення становить 2731 особа (2019; 3161 у 2010, 3571 у 2002).

## Склад
До складу сільського поселення входять:
| Населений пункт     | Населення, осіб (2002) | Населення, осіб (2010) |
| ------------------- | ---------------------- | ---------------------- |
| Гиршелун, село      | 916                    | 794                    |
| Ліньово Озеро, село | 2655                   | 2367                   |